# Elachista humilis
Elachista humilis là một loài bướm đêm thuộc họ Elachistidae. Loài này có ở hầu hết châu Âu, trừ bán đảo Iberia và bán đảo Balkan.
Sải cánh dài 9–10 mm. Con trưởng thành bay từ tháng 5 đến tháng 7. Có hai lứa trưởng thành một năm.
Ấu trùng ăn Agrostis, Anthoxanthum odoratum, Carex, Deschampsia cespitosa, Festuca, Holcus lanatus, Phalaris arundinacea và Poa pratensis, but Deschampsia cespitosa is the main hostplant. 

## Hình ảnh

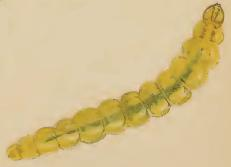
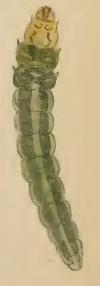
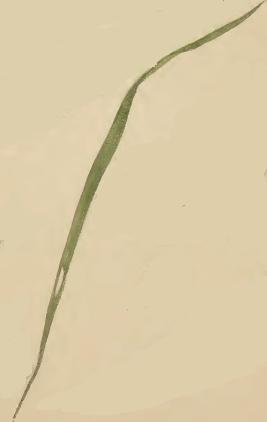
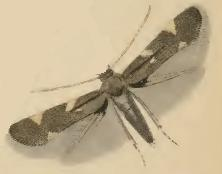